# Corticosteroïden

Chemische structuur van corticosteron

Corticosteroïden of bijnierschorshormonen zijn steroïdhormonen die in de buitenste zone (de cortex of schors) van de bijnieren worden geproduceerd. Er bestaat ook een synthetische variant van dit lichaamseigen bijnierschorshormoon in de vorm van prednison. Deze groep van stoffen onderdrukt diverse lichamelijke reacties bij ontstekingen en infecties.
De corticosteroïden zijn voornamelijk onder te verdelen in twee soorten:
- glucocorticoïden
- mineralocorticoïden

## Glucocorticoïden
Een voorbeeld is het hormoon cortisol.
Glucocorticoïden worden onder invloed van ACTH (AdrenoCorticoTroop Hormoon), dat wordt afgegeven door de hypofyse, geproduceerd. Ze bevorderen de omzetting van eiwitten en vetten in glucose. Hierdoor stijgt het bloedsuikergehalte. Ze hebben een belangrijke functie bij het reguleren van de activiteit van het immuunsysteem, worden versterkt afgegeven bij stress en onderdrukken ontstekingsreacties.
Als medicijn worden in plaats van het natuurlijk voorkomende cortisol vooral synthetische derivaten voorgeschreven. De volgende middelen zijn geregistreerd voor gebruik als geneesmiddel: cortison, hydrocortison, prednison, prednisolon, methylprednisolon, triamcinolon, betamethason, dexamethason. De eerste 2 hebben ook behoorlijke mineralocorticoïde activiteit. De laatste 3 vrijwel niet. Voor lokale toepassingen (oogdruppels, oordruppels, neusspray, inhalatie, huid) zijn nog veel meer middelen beschikbaar.

## Mineralocorticoïden
Een voorbeeld is aldosteron. Mineralocorticoïden hebben een regulerende invloed op de bloeddruk en de water- en zouthuishouding. Ze bevorderen de terugresorptie van natrium en water in de nieren. Tevens bevorderen ze de excretie van kalium door de nieren. Geregistreerd als geneesmiddel is het middel Fludrocortison, dat een veel langere halfwaardetijd heeft dan aldosteron.

## Toedieningswijzen
Er zijn meerdere toedieningswijzen van corticosteroïden:
- oraal: door inslikken (systemische opname)
- dermaal: via de huid (vnl. bij huidaandoeningen)
- inhalatie: een aerosol of poeder wordt ingeademd
- Intraveneus: via een infuus (meestal bij grotere hoeveelheden of een stootkuur)
- oogdruppels
- neusspray
- per injectie
- als klysma

## Mogelijke bijwerkingen
Bijwerkingen van corticoïden (bijvoorbeeld medrol) op langere termijn zijn:
- osteoporose
- huidverdunning (atrofie) en onderhuidse bloedingen
- huidstriae
- typische herverdeling van het vetweefsel (nek, gelaat)
- spieratrofie (dit is nadelig bij COPD)
- cataract
- slechte wondheling
- hoge bloeddruk (hypertensie)
- Diabetes
- Topical Steroid Withdrawl (TSW), ook bekend als hormoonzalfafhankelijkheid
- bijnierschorsinsufficiëntie

Om die laatste reden mag het gebruik van orale corticoïden nooit plots gestopt worden, maar moet het worden afgebouwd volgens een afbouwschema (zie Addisoncrisis).